# Варфу Кампулуј (Ботошани)
Варфу Кампулуј (рум. Vârfu Câmpului) насеље је у Румунији у округу Ботошани у општини Варфу Кампулуј. Oпштина се налази на надморској висини од 292 m.

## Становништво
Према подацима из 2011. године у насељу је живело 2115 становника.